# Танігуті Хіроюкі
Хіроюкі Танігуті (яп. 谷口 博之, нар. 27 червня 1985, Йокосука) — японський футболіст, півзахисник клубу «Саган Тосу».
Виступав, зокрема, за клуби «Кавасакі Фронтале», «Йокогама Ф. Марінос» та «Касіва Рейсол», а також олімпійську збірну Японії.

## Клубна кар'єра
Народився 27 червня 1985 року в місті Йокосука. Вихованець футбольної школи клубу «Йокогама Ф. Марінос».
У дорослому футболі дебютував 2004 року виступами за команду клубу «Кавасакі Фронтале», в якій провів сім сезонів, взявши участь у 190 матчах чемпіонату.  Більшість часу, проведеного у складі У складі, був основним гравцем команди.
Своєю грою за цю команду привернув увагу представників тренерського штабу клубу «Йокогама Ф. Марінос», до складу якого приєднався 2011 року. Відіграв за команду з Йокогами наступні два сезони своєї ігрової кар'єри. Граючи у складі «Йокогама Ф. Марінос» також здебільшого виходив на поле в основному складі команди.
2013 року уклав контракт з клубом «Касіва Рейсол», у складі якого провів наступний рік своєї кар'єри гравця. 
До складу клубу «Саган Тосу» приєднався 2014 року. Відтоді встиг відіграти за команду з Тосу 73 матчі в національному чемпіонаті.

## Виступи за збірну
2008 року залучався до складу олімпійської збірної Японії. Був учасником футбольного турніру тогорічних ОЛімпійських ігор, взяв участь у 3  матчах цього змагання.

## Титули і досягнення
- Володар Кубка Джей-ліги (1):

«Касіва Рейсол»: 2013